# Cantabile 2
Cantabile 2 er et egnsteater i Vordingborg, er et internationalt performanceteater ledet af den italienske instruktør Nullo Facchini. Cantabile 2 er internationalt anerkendt for sit visuelle sprog.[kilde mangler]

## Historie
Cantabile 2 blev grundlagt i Italien i 1983 af Nullo Facchini, og tilfældigheder bragte teatergruppen til Danmark i 1984. Da Cantabile 2 i 1990 fik tilbudt en egnsteaterbevilling i Vordingborg Kommune, flyttede teatret til faste rammer i byen. Teatrets forestillinger gæstespiller jævnligt i København og turnerer internationalt.[kilde mangler]
Cantabile 2 har produceret både forestillinger i traditionelle teaterrum og site-specific forestillinger på særligt udvalgte steder.
Krigens Kvinder (1989) var den første i rækken af indendørs teaterforestillinger i Danmark og gav Cantabile 2 stor anerkendelse bl.a. i form af dansk statsstøtte. Successen med Stumfugle (1991) medførte den første større internationale turné for Cantabile 2, hvor forestillingen vandt adskillige priser i Tyskland, Rusland og Portugal. Den internationale slapstick succes Brevet (1992), instrueret af Nullo Facchini, vandt The European Comedy Award og er dén danske teaterproduktion, der har spillet i flest lande nogensinde. Den ordløse forestilling Tiden, da vi ikke kendte til hinanden (2001) var medvirkende til, at Det Danske Akademi i 2003 tildelte Nullo Facchini Kjeld Abell-prisen.
Cantabile 2's site-specific performances opførtes som regel på store udendørs arealer. Blandt disse er Helvede (1992-1995), der blev opført i både Danmark og Tyskland på vidt forskellige steder: Fra en nedlagt amerikansk atommissilbase og en militærlufthavn til en dæmning på floden Nahe og på Masnedøfortet. Den mest berømte[kilde mangler] af de steds-specifikke forestillinger er vand-performancen Loreley (1998-2002), som opførtes på Rhinen ved Sankt Goarshausen i Tyskland og i en kunstig sø under verdensudstillingen Expo 2000 i Hannover. Loreley spillede desuden i Kanonhallen i København, hvor det 200 m2 store scenegulv blev omdannet til et gigantisk vandbassin.
Cantabile 2's øvrige site-specific forestillinger er: Hamlet (1996) opført i og udenfor Kronborg slot i Helsingør, operaen Die Endlösung (1996) opført på slottet Ehrenbreitstein i Tyskland, Havfruer (1998), Rottesken (2000), Du bittrer Strom (2002) opført i Koblens, Tyskland, Syv prinsesser(2004) bl.a. opført i DSBs gamle lokomotivværksted i København, Glasstykket (2005) opført på Holmegaard Glasværk og ByCirkus Berserk (2007) der spillede i Sydhavnen i Vordingborg og på Københavns Frihavn.
Siden 2003 har Cantabile 2’s arbejde primært været koncentreret om undersøgelsen af human-specific formen. En human-specific performance har fokus på menneskets universelle sensitivitet som følelsesmæssig eksistens, og performancen relaterer til tilskueren som individ og ikke som masse. Enhver person der køber billet, bliver således set på, rørt ved, talt til og på lignende vis involveret i personlige møder på forskellige niveauer med skuespillerne.
Blandt teatrets human-specific forestillinger er Venus Labyrinten (2003-2012), Skytsengle (2006), Seek to Seek (2010-2011) og Life Live! (2012). Sidstnævnte er skabt i samarbejde med teatret Carte Blanche i Viborg.
Cantabile 2 organiserer desuden hvert andet år scenekunstfestivalen Waves, der samler førende teater- og dansekompagnier fra hele verden. I sidste uge af august i ulige år afholdes der Waves festival i Vordingborg.
Fra 1985-2009 drev Cantabile 2 også Danmarks eneste skuespillerskole for performanceteater, School of Stage Arts. I det tre-årige undervisningsforløb trænedes unge performere i mange discipliner indenfor fysisk og visuelt teater. I dag er skolens 3-årige uddannelse erstattet af kortere workshopforløb af op til et par måneders varighed.

## Forestillinger
- Lucciole de fango (1984)
- …Odradek! (1985)
- Kys (1986)
- Lidenskabens Gård (1987)
- Blue People (1989)
- Snipers (1995)
- Exile (1996)
- 10 Ukendte Soldater (1996)
- Ego’n (1997)
- Pentothal (1997)
- Affaldet, byen og døden (1997)
- Agnes (1999)
- Kvinden i sandet (1999)
- Kama Sutra (2002)
- Agamemnon (2003)
- Oceanhavet (2005)
- Inca Cola (2006)
- Bombshells (2008)
- Haiku (2009)
- Tiggeroperaen (2010)
- Bucchetino (2011)
- CMMN SNS PRJCT (2012).

## Bøger om Cantabile 2
- Cantabile 2 : 1983-2008 : udgivet i anledning af Cantabile 2's 25 års jubilæum. Nullo Facchini, Siri Facchini Haff, Mille Colbjørn Holst (eds.) (1. udgave, 1. oplag udgave). Vordingborg: Cantabile 2. 2008. ISBN 978-87-984903-1-9.{{cite book}}:  CS1-vedligeholdelse: others (link)

|  | Denne artikel kan blive bedre, hvis der indsættes geografiske koordinater Denne artikel omhandler et emne, som har en geografisk lokation. Du kan hjælpe ved at indsætte koordinater i wikidata. |

|  | Denne artikel om lokaliteten Cantabile 2 kan blive bedre, hvis der indsættes et (bedre) billede. Du kan hjælpe ved at afsøge Wikimedia Commons for et passende billede eller lægge et op på Wikimedia Commons med en af de tilladte licenser og indsætte det i artiklen. |